# Laxmannia compacta
Laxmannia compacta là một loài thực vật có hoa trong họ Măng tây. Loài này được Conran & P.I.Forst. mô tả khoa học đầu tiên năm 1986.